# Home (Michael Bublé)
Home è una canzone del cantante jazz canadese Michael Bublé estratto dal suo album It's Time. Il brano scritto da Bublè stesso insieme a Alan Chang e Amy Foster-Gillies, è stato uno dei suoi maggiori successi nel mondo. "Home" è stata utilizzata nella colonna sonora del film The Wedding Date - L'amore ha il suo prezzo.
Nel 2007 la boy band dei Westlife ne hanno fatto una cover, mentre una nuova versione country è stata registrata da Blake Shelton nel 2008.

## Tracce
1. Home (Radio Mix With Edit)  3:23
2. Home 3:45
3. Nice 'N Easy 3:03
4. Home (Video)

## Classifiche
| Paese       | Posizione più alta |
| ----------- | ------------------ |
| Australia   | 35                 |
| Austria     | 36                 |
| Germania    | 55                 |
| Paesi Bassi | 56                 |
| Regno Unito | 31                 |
| Stati Uniti | 72                 |
| Svezia      | 55                 |
| Svizzera    | 33                 |